# Алексеевское сельское поселение (Темниковский район)
Алексеевское сельское поселение — упразднённое муниципальное образование в составе Темниковского района Мордовии.
Административный центр — деревня Алексеевка.

## История
Образовано в 2005 году в границах сельсовета.
Законом от 19 мая 2020 года, в июне 2020 года в Старогородское сельское поселение и одноимённый сельсовет включены населённые пункты упразднённых Алексеевского сельского поселения и одноимённого ему сельсовета.

## Население
| 2002 | 2010 | 2012 | 2013 | 2014 | 2015 | 2016 |
| ---- | ---- | ---- | ---- | ---- | ---- | ---- |
| 666  | ↘515 | ↘496 | ↘486 | ↘485 | ↗486 | ↘478 |
| 2017 | 2018 | 2019 | 2020 |      |      |      |
| ↘465 | ↘445 | ↘434 | ↘430 |      |      |      |

## Населённые пункты
| № | Населённый пункт | Тип населённого пункта | Население |
| - | ---------------- | ---------------------- | --------- |
| 1 | Александровка    | посёлок                | ↗30       |
| 2 | Алексеевка       | деревня                | ↗225      |
| 3 | Санаксарь        | посёлок                | ↘57       |
| 4 | Семёновка        | посёлок                | ↗13       |
| 5 | Сухово           | деревня                | ↘95       |
| 6 | Ушаковка         | посёлок                | ↘95       |